# Presidencia Roque Sáenz Peña
Presidencia Roque Sáenz Peña är en kommunhuvudort i Argentina.   Den ligger i provinsen Chaco, i den norra delen av landet, 900 km norr om huvudstaden Buenos Aires. Presidencia Roque Sáenz Peña ligger 97 meter över havet och antalet invånare är 81 879.
Terrängen runt Presidencia Roque Sáenz Peña är mycket platt. Presidencia Roque Sáenz Peña är det största samhället i trakten.
Trakten runt Presidencia Roque Sáenz Peña består till största delen av jordbruksmark. Runt Presidencia Roque Sáenz Peña är det ganska tätbefolkat, med 58 invånare per kvadratkilometer.